# Saint-Michel-sur-Savasse
Saint-Michel-sur-Savasse este o comună în departamentul Drôme din sud-estul Franței. În 2009 avea o populație de 531 de locuitori.

## Evoluția populației
| An        | 1975 | 1982 | 1990 | 1999 | 2006 | 2009 |
| --------- | ---- | ---- | ---- | ---- | ---- | ---- |
| Populație | 330  | 325  | 343  | 406  | 492  | 531  |